# Romeos and Jolly Juliets
Romeos and Jolly Juliets è un cortometraggio muto del 1919 sceneggiato e diretto da William H. Watson.

## Produzione
Il film fu prodotto dalla Century Film.

## Distribuzione
Distribuito dall'Universal Film Manufacturing Company, il film - un cortometraggio in due bobine - uscì nelle sale cinematografiche USA il 25 ottobre 1919.